# Quota di Poppi
Quota è una frazione montana del comune di Poppi.

## Geografia fisica

### Territorio

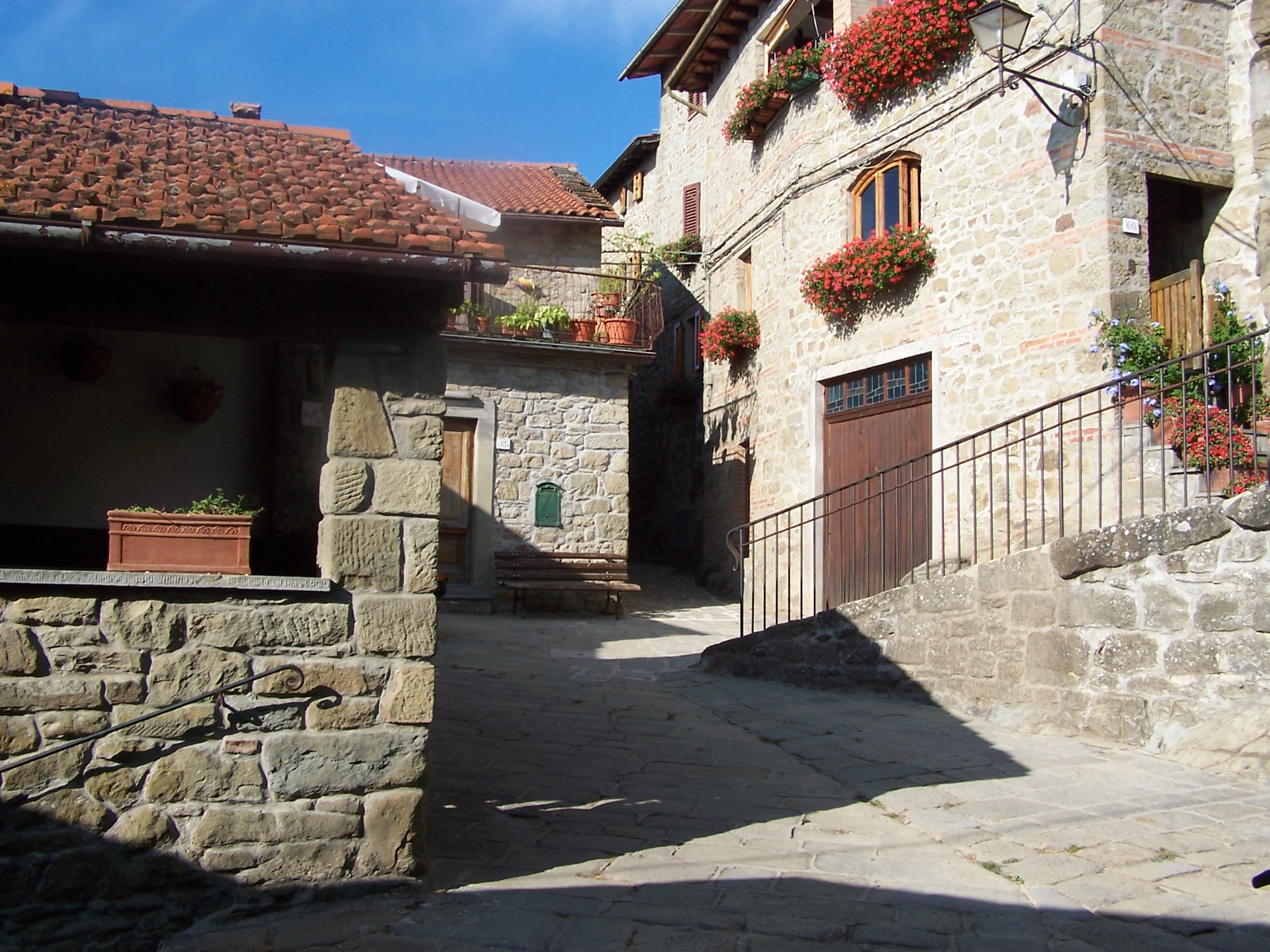
Scorcio caratteristico del paese

Quota si trova a 678 metri sul livello del mare,saldamente poggiata su uno sperone di roccia alle pendici del massiccio preappeninico del Pratomagno in posizione dominante sulla valle del Teggina e a controllo di un percorso di crinale che, salendo verso i valichi del Pratomagno, collega il Casentino col Valdarno.Il paese è l'ultimo baluardo che si incontra salendo sulla via panoramica del Pratomagno dalla cittadina di Poppi, di cui è frazione.

## Storia
In tutti i documenti medievali Quota è indicata come Coita,  con chiara origine da Gotia, divenuta successivamente, per semplicità di pronuncia, Goita ed infine Coita, cioè luogo di un insediamento gotico, facente parte della struttura difensiva del Pratomagno dal VI secolo, periodo in cui i Goti erano al servizio dei Bizantini; le fortificazioni gotico bizantine vennero successivamente occupate dai Longobardi sin dall’inizio del VII secolo. 
L’insediamento originario dei Goti, primo nucleo antropizzato di tipica fortificazione militare di dominio e avvistamento sulla vallata sottostante, è quello intorno al quale si è sviluppato pian piano tutto il paese, sullo sperone di roccia prima citato. I toponimi dei borghi sono tutti riconducibili a quell’epoca: Borgo Maestro, Borgo della Torre, La Torre, Borgo del Lastro, il Lastro, Borgo della Chiesa, Borgo Crudele, Il Ponte, La Piazza, Borgo dello Sdrucciolo, Chiasso del Gobbo, La Piazzola, Borgo della Piazzola, Via della Fontaccia, Borgo della Loggia, Borgo della Campana, via del Fosso della Campana.
Nel tempo poi, il progressivo decadere dell'autorità dello Stato tra il quinto e il IX secolo fece acquistare importanza ai grandi proprietari terrieri che, avendo in mano l'unica fonte di ricchezza del tempo, cioè la terra, divennero a poco a poco effettivi sovrani nelle loro proprietà. Si formarono così le grandi famiglie feudatarie tra l'ottavo e il nono secolo, quando Quota divenne parte del territorio di dominio della famiglia dei Conti Guidi che, da piccola aristocrazia Longobarda, diventò nobiltà Imperiale a diretto servizio dei Marchesi di Toscana. 
Il nome Coita compare anche nel diploma di conferma del possesso di vari castelli che l’imperatore Arrigo VI rilasciò il 25 maggio del 1191 al Conte Guido Guerra. Il 20 novembre 1220 la divisione ereditaria tra i figli di Guido Guerra III sancì il passaggio di Coita al Conte Aghinolfo.
Tra il XIII ed i XIV secolo, la valle del Teggina fu zona di frontiera tra due potenze, i conti Guidi di Poppi ed Arezzo; in tale periodo si contano ben dodici castelli, e tra questi, quello di Quota, già fondato dai Goti nel VI secolo e dominato successivamente dai Guidi. Il castello di Coita era stato edificato dai conti Guidi di Poppi a partire dal XII secolo per difendere il territorio dai conti vescovi di Arezzo i cui domini si estendevano fino a quelle zone. A sua volta il castello era stato costruito inglobando una precedente torre difensiva fatta costruire 5/600 anni prima dai Goti. 
Quota mantiene ancora la sua conformazione medioevale con i suoi caratteristici vicoli e le case rigorosamente in pietra.Le abitazioni private hanno nel tempo preso il posto delle strutture militari, ma hanno conservato sostanzialmente la vecchia struttura, in modo da rendere visibili i borghi, le mura esterne e la Porta di accesso alla vecchia Torre. Le case furono costruite, utilizzando le pietre del castello, sulle fondamenta delle mura del castello oppure direttamente sullo sperone roccioso presente in quel punto.
L’11 Luglio 1944 un reparto tedesco e uomini del Battaglione della morte delle SS italiane scelsero 5 uomini tra gli abitanti di Quota da destinare alla fucilazione come monito al paese per il presunto sostegno al movimento partigiano. I caduti furono Anselmo Giorgioni, di 24 anni; Giovanni Madiai, di 59 anni; Ettore Maggi, di 46 anni; Oreste Valenti, di 36 anni; Amedeo Spinelli, di 43 anni.
Quest’ultimo si offrì spontaneamente di sostituire il fratello Emilio che era padre di sei figli.
A ricordo delle vittime c’è un cippo sulla S.P. 64 nelle vicinanze di Quota.

## Clima
Il paese si affaccia sulla valle del Casentino, orientato verso est da dove, dal Monte Penna su cui si trova il santuario francescano della Verna, si ammira il sorgere del sole. Il clima è relativamente mite, asciutto ma in inverno si possono avere nevicate nonostante l'altitudine relativamente limitata di circa 750 m s.l.m. alla sommità dell'abitato.
La stagione invernale decorre approssimativamente da novembre fino ad aprile. Le estati sono caratterizzate da alcune giornate con temperature elevate in corrispondenza delle ore meridiane, ma miti e relativamente fresche durante la notte e le prime ore del mattino.

## Feste e manifestazioni
A luglio si tiene il concorso di pittura "Il Pittarello" che ha come tema le vedute del paese mentre a settembre viene organizzato il "Raduno Ferraristi Toscani", un raduno di auto Ferrari.

## Infrastrutture e trasporti
La frazione è servita da una linea di autobus verso Poppi, attiva nel giorno di Martedì, giorno in ci si svolge il mercato nella cittadina suscritta.

## Galleria d'immagini

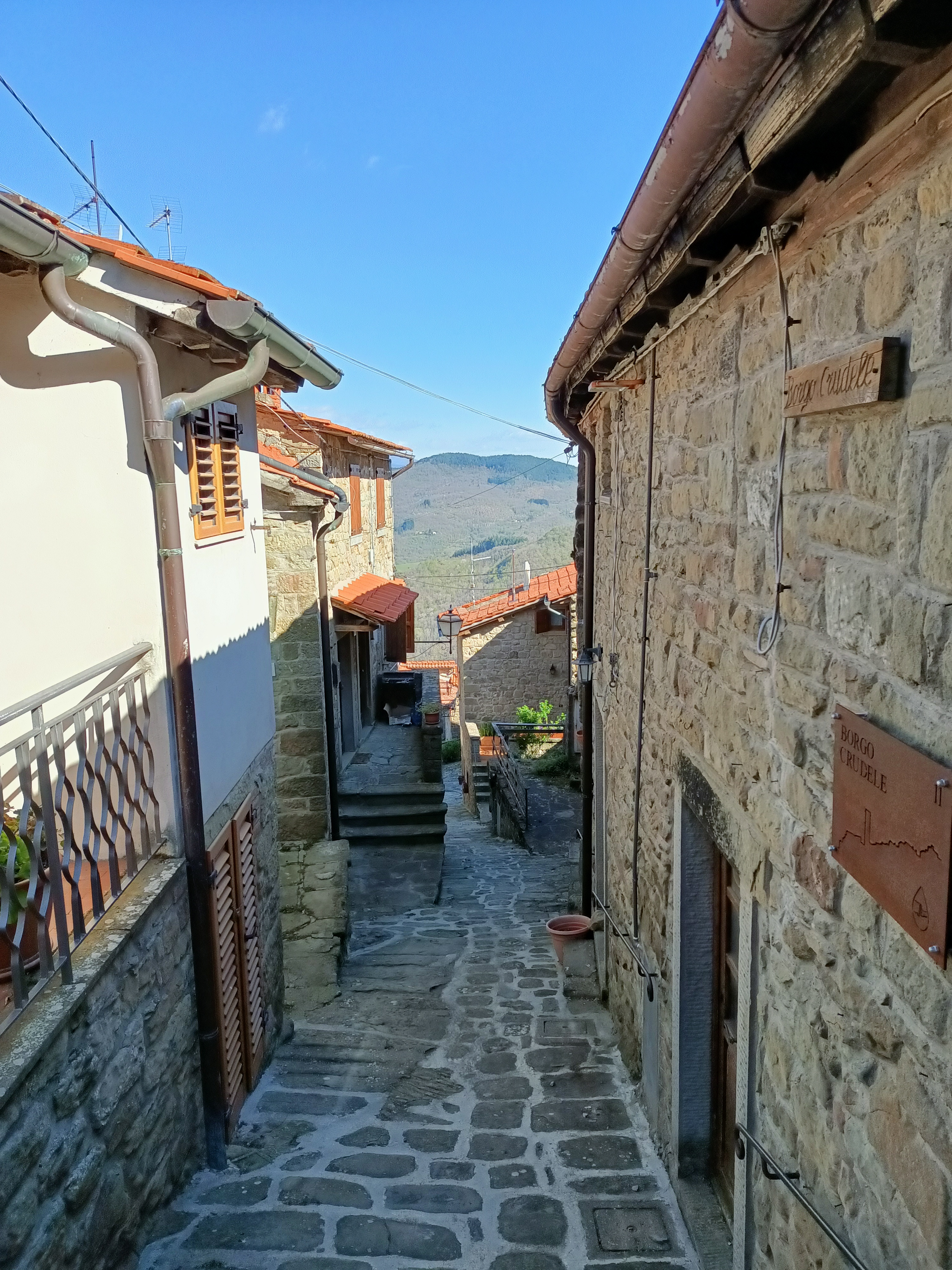
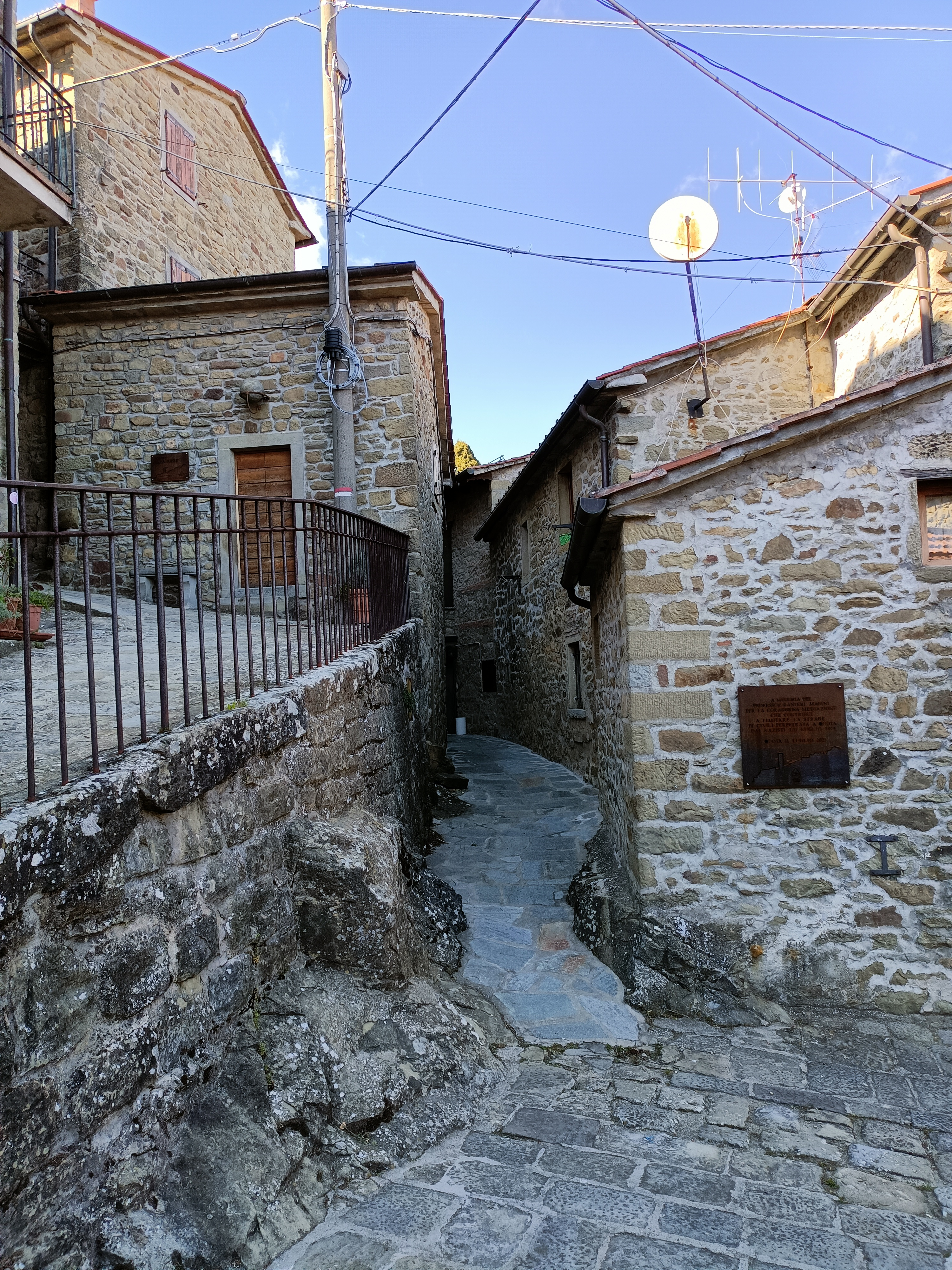
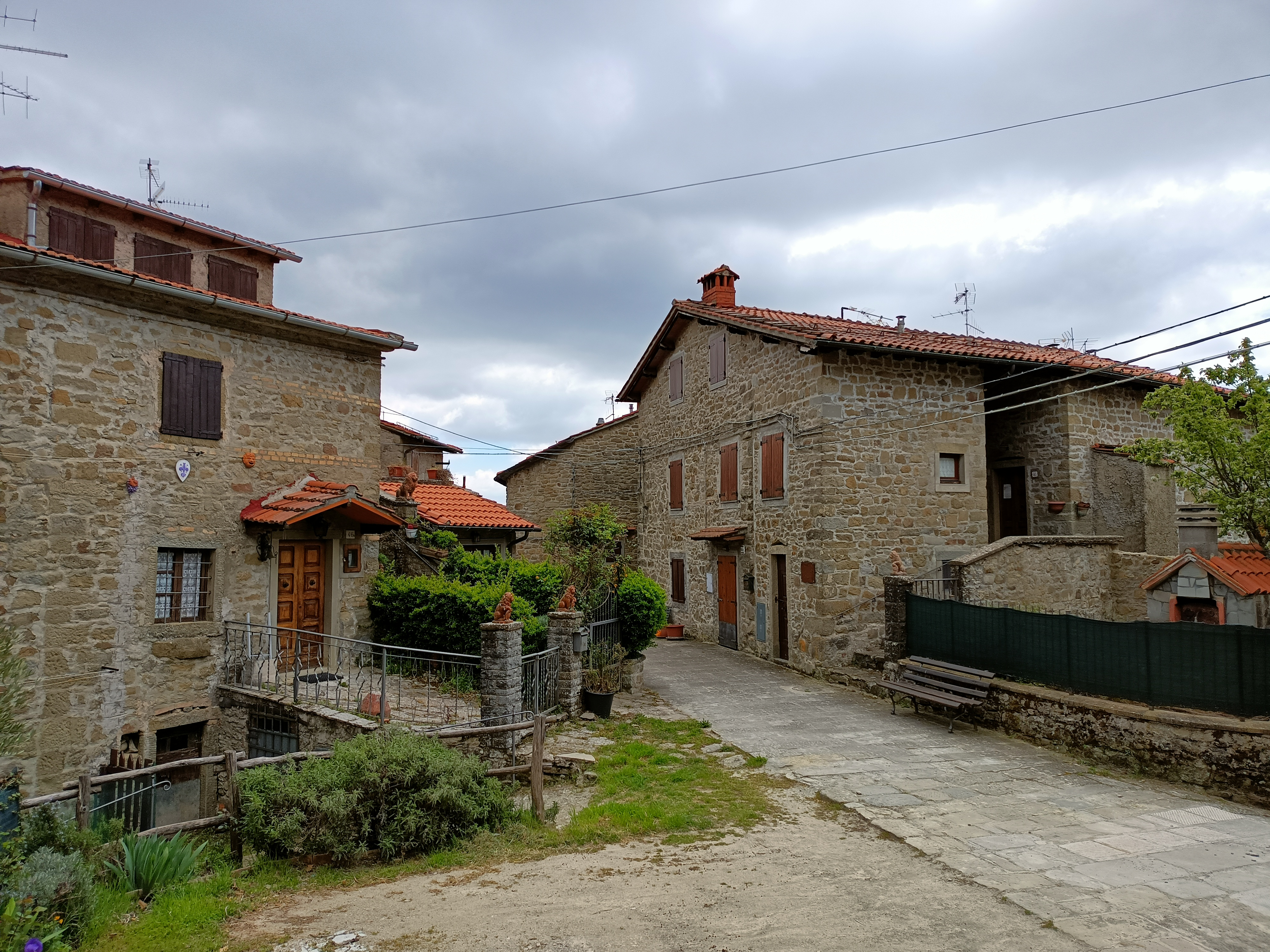
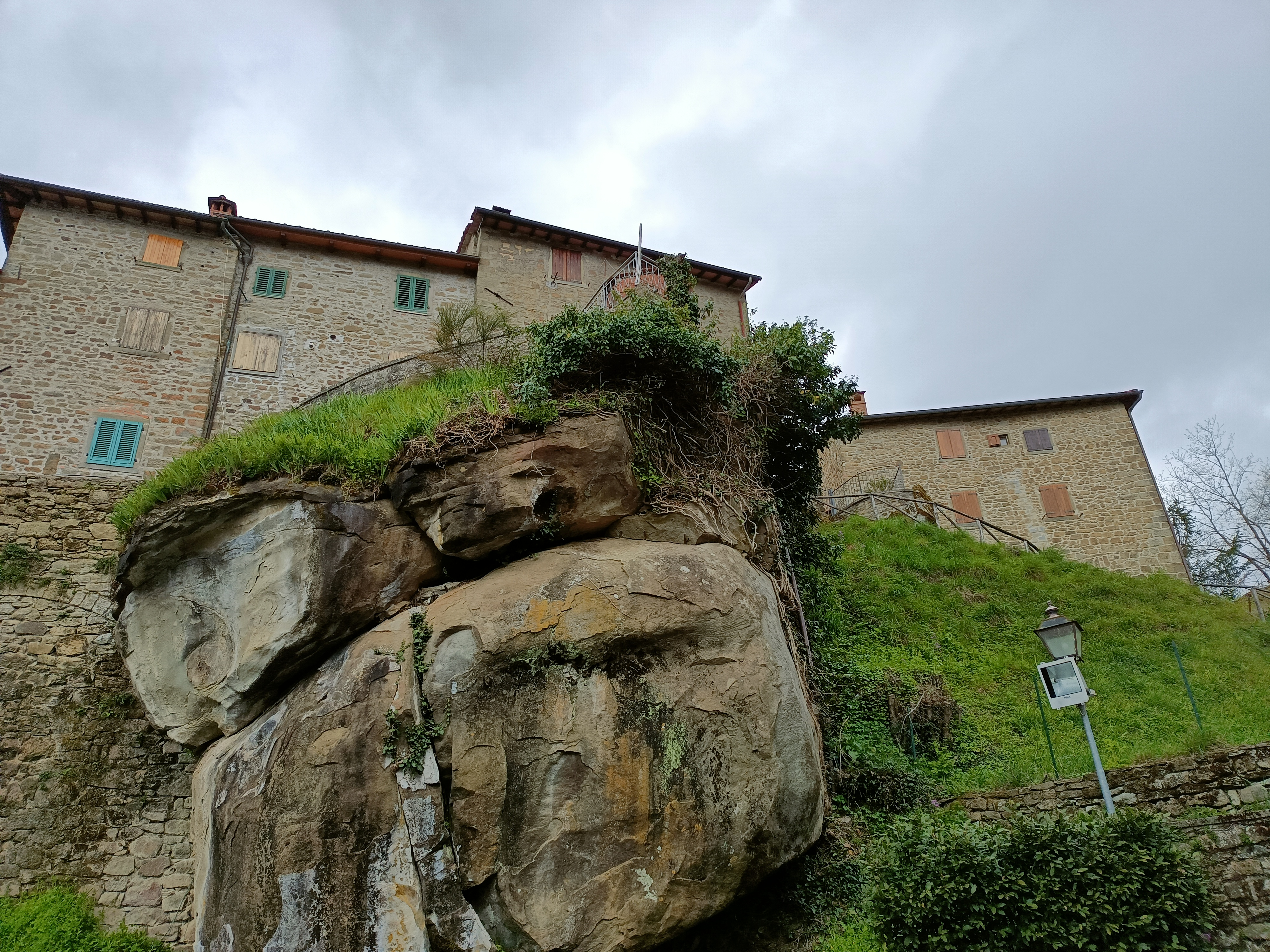